# カーメリタ・ジーター
カーメリタ・ジーター（Carmelita Jeter、1979年11月24日 - ）はアメリカ合衆国の陸上競技選手、専門は短距離走。日本語ではカメリタ・ジーター、カルメリタ・ジーター、カメリタ・ジェッターとも呼ばれる。

## 記録
- 55m - 6秒84（2008年）
- 60m - 7秒02（2010年）
- 100m - 10秒64（2009年）
- 200m - 22秒11（2012年）